# Helianthemum asperum
Helianthemum asperum är en solvändeväxtart. Helianthemum asperum ingår i släktet solvändor, och familjen solvändeväxter.

## Underarter
Arten delas in i följande underarter:
- H. a. asperum
- H. a. willkommii
- H. a. scariosum